# Metriura
Metriura Drolshagen & Bäckstam, 2009 è un ex-genere di ragni appartenente alla famiglia Dipluridae.

## Etimologia
Il nome del genere deriva dall'unione delle due parole greche μέτριος, mètrios, cioè mediano, in mezzo e ουρά, ourà, cioè coda, descrivendo in tal modo le dimensioni delle filiere laterali posteriori comparate a quelle degli altri generi dei Dipluridae

## Distribuzione
L'unica specie tuttora conosciuta, ridenominata Fufius striatipes, è un endemismo del Brasile, rinvenuto nei pressi di Manaus, stato di Amazonas 

## Tassonomia
Attualmente, a dicembre 2012, è stato riconosciuto come sinonimo posteriore di Fufius Simon, 1888 a seguito di uno studio effettuato dagli aracnologi Bertani, Fukushima & Nagahama, 2012, e ivi accorpato: